# Daniel Barez
Daniel Barez (ur. 10 listopada 1988 w Burjassot) – hiszpański zawodnik mieszanych sztuk walki (MMA) walczący w kategorii koguciej oraz muszej. Od 2023 roku zawodnik UFC.

## Kariera MMA

### Dana White's Contender Series
W październiku 2021 roku wziął udział w programie Dana White’s Contender Series,  który może zagwarantować kontrakt z największą organizacją MMA na świecie – Ultimate Fighting Championship. Podczas Dana White's Contender Series 2021: Week 6 przegrał wyrównaną walkę z Carlosem Hernandezem przez niejednogłośną decyzję.

### Ultimate Warrior Challenge México
Po porażce w DWCS podpisał kontrakt z organizacją Ultimate Warrior Challenge Mexico. Swoją debiutancką walkę stoczył 24 czerwca 2022 roku z Paulem Márquezem na gali UWC 35, odnosząc zwycięstwo poprzez techniczny nokaut w pierwszej rundzie.
Następny pojedynek Bárez stoczył z Francisco Benitezem 25 listopada 2022 na UWC 40. Wygrał walkę przez poddanie w pierwszej rundzie.
Trzy miesiące później na UWC 41 pokonał przez TKO w pierwszej rundzie Brazylijczyka, Sóslenisa Carvalho.

### UFC
Cztery zwycięstwa w Meksyku zaowocowały zakontraktowaniem Bareza przez Ultimate Fighting Championship. Barez zadebiutował w największej amerykańskiej organizacji przeciwko Bafelowi Filho 22 lipca 2023 na gali UFC Fight Night: Aspinall vs. Tybura. W pojedynku otwierającym gwydarzenie rzegrał pz Brazylijczykiem rzez poddanie duszeniem trójkątnym rękoma w pierwszej rundzie.
Drugą walkę dla UFC stoczył 28 września 2024 na UFC Fight Night: Moicano vs. Saint Denis w Paryżu, gdzie zmierzył się z Víctorem Altamarino. Barez odnotował pierwszą wygraną walkę dla UFC, pokonując Meksykanina jednogłośnie na punkty.
15 marca 2025 podczas UFC Fight Night: Vettori vs. Dolidze 2 w Las Vegas, stoczył walkę z niepokonanym André Limą. Barez w drugiej rundzie został poddany przez Brazylijczyka duszeniem zza pleców w trzeciej rundzie.

## Osiągnięcia

### Mieszane sztuki walki
- British Association of Mixed Martial Arts
  - 2017: Mistrz BAMMA Lonsdale w wadze muszej
  - 2017: Mistrz BAMMA w wadze muszej

## Lista zawodowych walk w MMA
| Wynik     | Bilans | Przeciwnik (bilans przed walką)      | Rozstrzygnięcie                             | Runda | Czas | Rozgrywki                                  | Data       | Miejsce     | Uwagi                                                 |
| --------- | ------ | ------------------------------------ | ------------------------------------------- | ----- | ---- | ------------------------------------------ | ---------- | ----------- | ----------------------------------------------------- |
| Przegrana | 17-7   | André Lima (10-0)                    | Poddanie (duszenie zza pleców)              | 3     | 3:05 | UFC Fight Night: Vettori vs. Dolidze 2     | 15.03.2025 | Las Vegas   |                                                       |
| Wygrana   | 17-6   | Victor Altamirano (12-4)             | Decyzja (jednogłośna)                       | 3     | 5:00 | UFC Fight Night: Moicano vs. Saint Denis   | 28.09.2024 | Paryż       |                                                       |
| Przegrana | 16-6   | Jafel Filho (14-3)                   | Poddanie (duszenie trójkątne rękoma)        | 1     | 3:26 | UFC Fight Night: Aspinall vs. Tybura       | 22.07.2023 | Londyn      | Debiut w UFC.                                         |
| Wygrana   | 16-5   | Sóslenis Carvalho (14-12)            | TKO (ciosy pięściami)                       | 1     | 1:33 | UWC Mexico 41: Mascarado vs. Prototipo     | 24.02.2023 | Tijuana     |                                                       |
| Wygrana   | 15-5   | Francisco Benitez (6-9)              | Poddanie (duszenie trójkątne rękoma)        | 1     | 2:15 | UWC Mexico 40: Sabori vs. Sanchez          | 25.11.2022 | Tijuana     |                                                       |
| Wygrana   | 14-5   | Paul Márquez Moreno (7-9)            | TKO (ciosy pięściami)                       | 1     | 3:06 | UWC Mexico 35: Luna vs. Campos             | 24.06.2022 | Tijuana     |                                                       |
| Wygrana   | 13-5   | Ricardo Hernandez (10-9-1)           | TKO (ciosy pięściami)                       | 1     | 2:23 | Naciones MMA 3                             | 21.01.2022 | Tijuana     |                                                       |
| Przegrana | 12-5   | Carlos Hernandez (6-1)               | Decyzja (niejednogłośna)                    | 3     | 5:00 | Dana White's Contender Series 2021: Week 6 | 05.10.2021 | Las Vegas   | Pojedynek o kontrakt z UFC.                           |
| Wygrana   | 12-4   | João Camilo (6-3)                    | Decyzja (niejednogłośna)                    | 3     | 5:00 | Combate 51: Tito vs. Alberto               | 07.12.2019 | Hidalgo     |                                                       |
| Wygrana   | 11-4   | Ivan Hernandez-Flores (10-2-1)       | KO (cios)                                   | 1     | 2:04 | Combate 35: Combate Estrellas 3            | 12.04.2019 | Monterrey   |                                                       |
| Wygrana   | 10-4   | Adamson Torbiso (2-1)                | Poddanie (duszenie trójkątne rękoma)        | 1     | 1:51 | UAE Warriors 5                             | 26.01.2019 | Abu Zabi    |                                                       |
| Wygrana   | 9-4    | Andy Young (11-8)                    | Decyzja (większościowa)                     | 3     | 5:00 | BAMMA 32: Dublin                           | 10.11.2017 | Dublin      | Zdobył pas mistrzowski BAMMA w wadze muszej.          |
| Wygrana   | 8-4    | Ryan Curtis (4-0)                    | Decyzja (jednogłośna)                       | 3     | 5:00 | BAMMA 30: Philpott Vs. Walsh               | 07.07.2017 | Dublin      | Zdobył pas mistrzowski BAMMA Lonsdale w wadze muszej. |
| Wygrana   | 7-4    | Jamie Powell (6-0)                   | Poddanie (duszenie zza pleców)              | 3     | 1:43 | Contenders Norwich 17                      | 10.12.2016 | Norwich     |                                                       |
| Przegrana | 6-4    | Dawid Żywica (8-6-1)                 | Decyzja (jednogłośna)                       | 3     | 5:00 | PLMMA 67: Nastula Cup 1                    | 21.05.2016 | Łomianki    | Pojedynek o pas mistrzowski PLMMA w wadze koguciej.   |
| Wygrana   | 6-3    | Ivo Jurado (0-0)                     | TKO (ciosy pięściami)                       | 1     | 0:15 | Mix Fight Events                           | 04.03.2016 | Walencja    |                                                       |
| Przegrana | 5-3    | Chris Miah (6-0)                     | Poddanie (duszenie zza pleców)              | 2     | 1:46 | BAMMA 20: McDermott vs. Lazarz             | 25.05.2015 | Birmingham  | Debiut w BAMMA.                                       |
| Wygrana   | 5-2    | Ronny Gomez (1-1)                    | Poddanie (duszenie trójkątne rękoma)        | 1     | 4:30 | West Coast Warriors                        | 04.04.2015 | Walencja    |                                                       |
| Wygrana   | 4-2    | Tony Caizedo (1-3)                   | KO (kopnięcie)                              | 2     | 2:10 | Mix Fight Events                           | 05.12.2014 | Walencja    |                                                       |
| Przegrana | 3-2    | Manel Kape (5-1)                     | Poddanie (dźwignia prosta na staw łokciowy) | 1     | 3:25 | AFL 2                                      | 29.11.2014 | Fuenlabrada |                                                       |
| Wygrana   | 3-1    | Andres Braulio Lazaro Chiguano (0-0) | Poddanie (dźwignia prosta na staw łokciowy) | 2     | 3:20 | Mix Fight Events: Hotel Olympia            | 10.10.2014 | Barcelona   |                                                       |
| Wygrana   | 2-1    | Francisco Asprilla (2-0)             | TKO (ciosy pięściami)                       | 2     | 4:29 | International Fighting Championship 1      | 25.07.2014 | Barcelona   |                                                       |
| Przegrana | 1-1    | Mikael Silander (10-3)               | Decyzja (jednogłośna)                       | 3     | 5:00 | Cage 26                                    | 05.04.2014 | Turku       |                                                       |
| Wygrana   | 1-0    | Andoni Sorando (1-1)                 | Poddanie                                    | 1     | N/A  | Almogavers: The Chance 4                   | 10.11.2012 | Barcelona   |                                                       |